# Peter Eriksson (ishockeyspelare)
Peter "Kessler" Eriksson, född 12 juli 1965 i Nässjö, är en svensk före detta ishockeyspelare.

## Meriter
- OS-brons 1988
- Canada Cup-trea 1987
- VM-fyra 1989

## Klubbar
- Kramfors-Alliansen 1979-1983 Division 2/Division 1
- HV 71 1984-1989 Elitserien
- Edmonton Oilers 1989-1990 NHL
- HV 71 1990-1994 Elitserien
- IF Troja-Ljungby 1994-1997 Division 1
- Nürnberg Ice Tigers 1997-1998 Tyska Bundesliga